# Chilatherina
Genre
Chilatherina est un genre de poissons de la famille des Melanotaeniidae.

## Liste des espèces
Selon FishBase (8 mai 2017) :
- Chilatherina alleni Price, 1997
- Chilatherina axelrodi Allen, 1979
- Chilatherina bleheri Allen, 1985
- Chilatherina bulolo (Whitley, 1938)
- Chilatherina campsi (Whitley, 1957)
- Chilatherina crassispinosa (Weber, 1913)
- Chilatherina fasciata (Weber, 1913)
- Chilatherina lorentzii (Weber, 1907)
- Chilatherina pagwiensis Allen & Unmack, 2012
- Chilatherina pricei Allen & Renyaan, 1996
- Chilatherina sentaniensis (Weber, 1907)